# Darko Karapetrović
Darko Karapetrović, slovenski nogometaš in trener, * 17. marec 1976, Ljubljana.
Karapetrović je večji del kariere igral v prvi in drugi slovenski ligi za klube Olimpija, Slavija Vevče, Domžale, Tabor Sežana, Ljubljana, Bela krajina, Livar, Krško in Radomlje.
Skupno je v prvi ligi odigral 192 prvenstvenih tekme in dosegel 14 golov, v drugi ligi pa 44 tekem in 14 golov.
V tujini je igral za srbska kluba Obilić in Radnički Niš ter avstrijska SC Schwanenstadt in TSV Hartberg. Bil je član slovenske reprezentance do 21 let.
Med letoma 2014 in 2015 je bil glavni trener Olimpije.